# Cneo Arrio Antonino
Cneo o Gneo Arrio Antonino  (n. c. 31) fue un senador romano, que vivió en el siglo I, y desarrolló su cursus honorum bajo los reinados de Nerón, Otón, Vitelio, la dinastía Flavia, y Nerva. Fue cónsul sufecto en dos ocasiones: la primera en el año 69 junto a Aulo Mario Celso, y la segunda en el año 97 junto a Gayo Calpurnio Pisón. Es conocido por ser abuelo del futuro emperador Antonino Pío.

## Vida y carrera
Antonino fue amigo y corresponsal del historiador y senador romano Plinio el Joven. La Historia augusta le describe como una "persona justa y de gran integridad", que se compadeció de amigo Nerva cuando ascendió al trono en el año 96. John Grainger señala que "era la figura principal en una potente red aristocrática que se centró en la Galia Narbonensis y se extendió por Hispania, cuyos miembros incluían a Tito Aurelio Fulvo, Publio Julio Lupo y Marco Annio Vero".

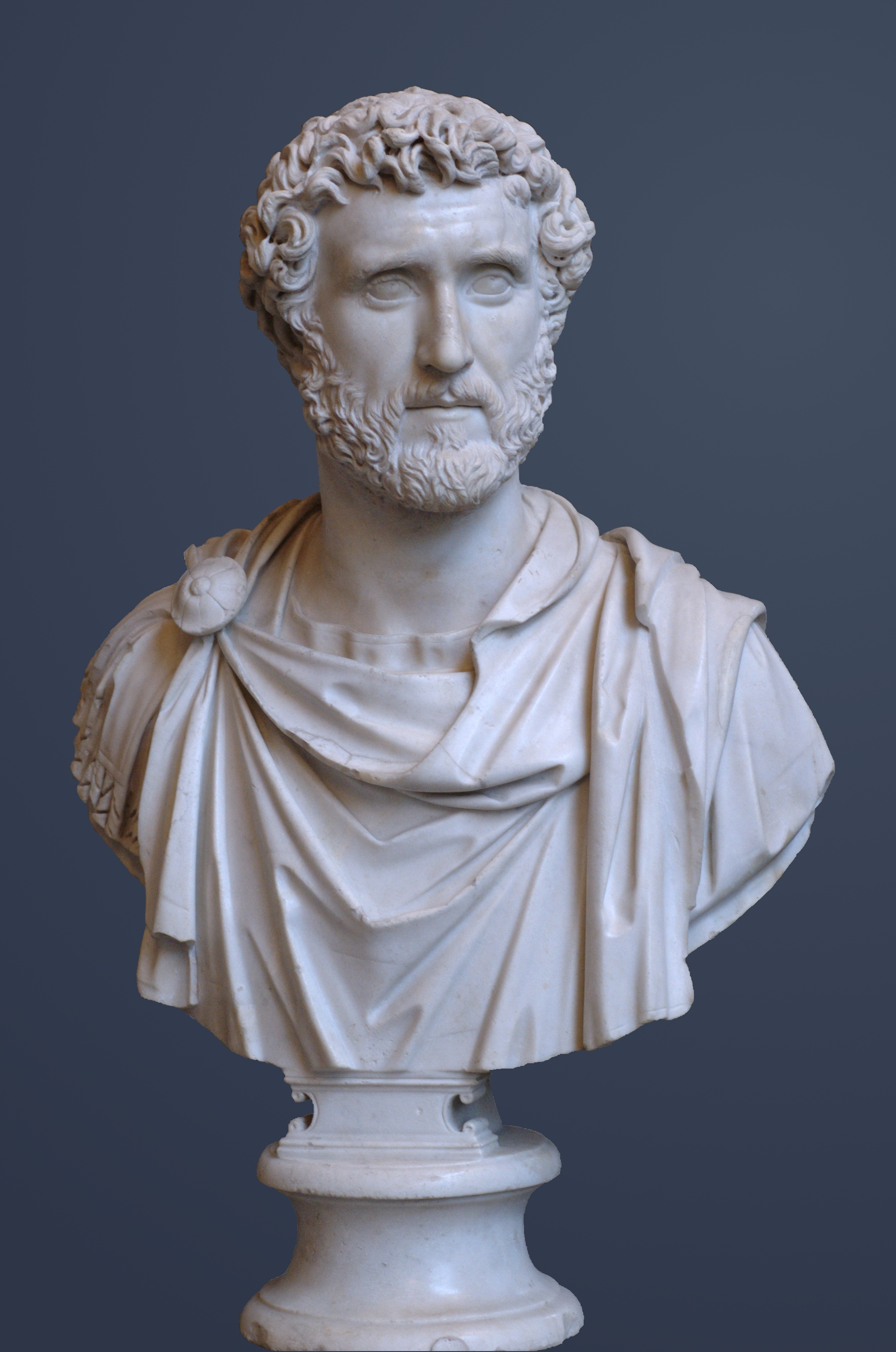
Busto de Antonino Pío, en la Gliptoteca de Múnich.

Antonino fue nombrado cónsul en dos ocasiones, la primera en el año 69 y la segunda en el año 97. Entre los años 81-83, por voluntad de Domiciano, fue procónsul o gobernador romano de la provincia Asia.

## Familia
Fue un miembro de la gens romana de rango consular y estatus senatorial Arria (cuyas mujeres se conocen con el nombre de Arria).
Antonino se casó con una noble romana llamada Boionia Procilla. Junto a ella tuvieron dos hijas: Arria Antonina, quien se casó con el consular Lucio Junio Cesenio Peto, y con quien tuvo un hijo llamado Lucio Cesenio Sospes. Y Arria Fadila, quien se casó con el político romano Tito Aurelio Fulvo, padre del emperador Tito Fulvo Boyonio Arrio Aurelio Antonino Pío, conocido comúnmente con el nombre de Antonino Pío (19 de septiembre de 86-7 de marzo de 161). Aurelio Fulvo murió cuando su hijo era muy joven, y Arria Fadilla se volvió a casar con Publio Julio Lupo, un senador de rango consular. Fruto de este matrimonio nacieron dos hijas: Julia Fadila, y Arria Lúpula.
Antonino educó a su nieto tras la muerte del padre, dejándole heredero de su fortuna. A través de esta herencia, la de su padre biológico y la de Julio Lupo, Antonino Pío se convirtió en uno de los hombres más ricos del mundo.